# Sørvágsfjørður
Koordinaten: 62° 5′ 20″ N, 7° 24′ 8″ W

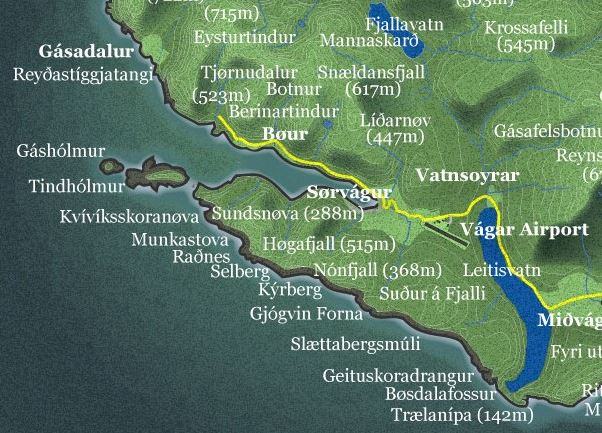
Sørvágsfjørður mit Sørvágur

Der Sørvágsfjørður [ˈsøːrvɔksˌfjøːrʊr] ist ein Fjord der Färöer an im Westen der Insel Vágar zur Insel Mykines hin.
Seinen Namen hat er nach dem Ort Sørvágur. Weiterer Ort ist Bøur am Nordufer, das besonders für den Grindwalfang auf den Färöern geeignet ist. Weiter außerhalb des Fjordeingangs liegt Gásadalur oberhalb der Küste. Den südlichen Fjordeingang markiert der Tindhólmur.
Von Sørvágur hat man einen Blick über den Fjord nach Mykines. Die Strecke wird täglich von dem Postboot Brynhild bedient. Gleichzeitig ist der Sørvágsfjørður die Einflugschneise für den Flughafen Vágar.

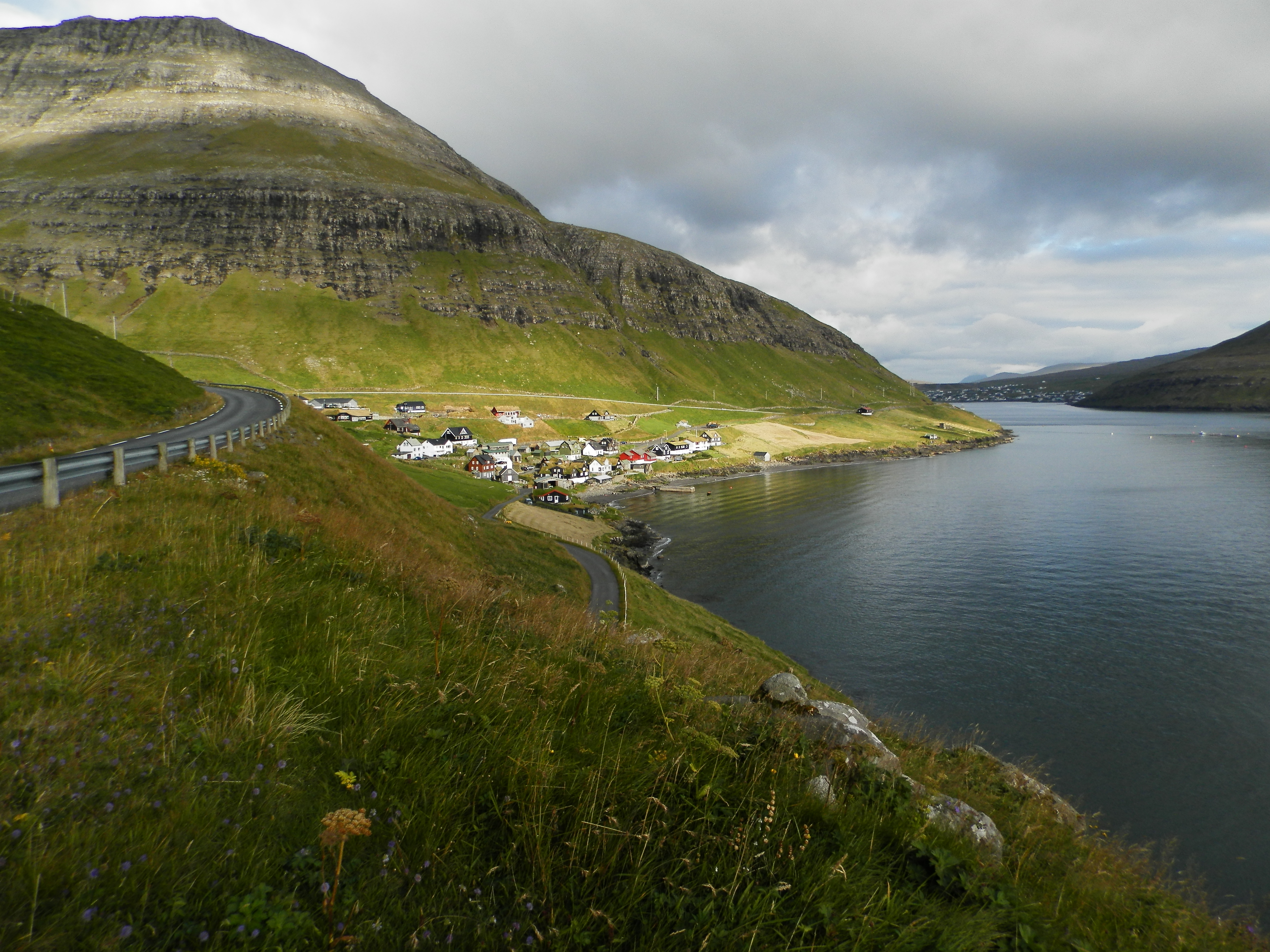
Bøur und Sørvágsfjørður
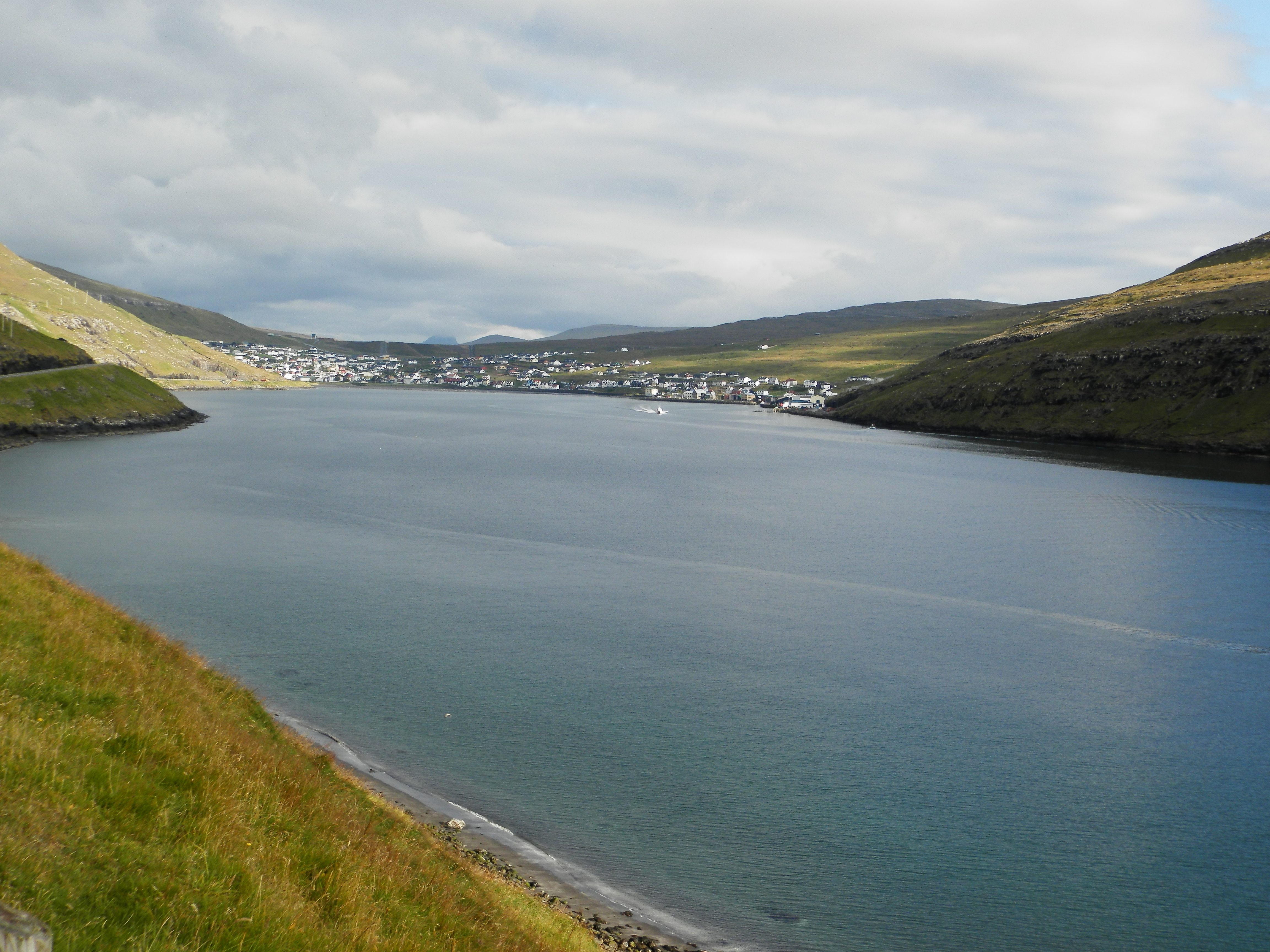
Blick über den Sørvágsfjørður mit Sørvagur im Hintergrund
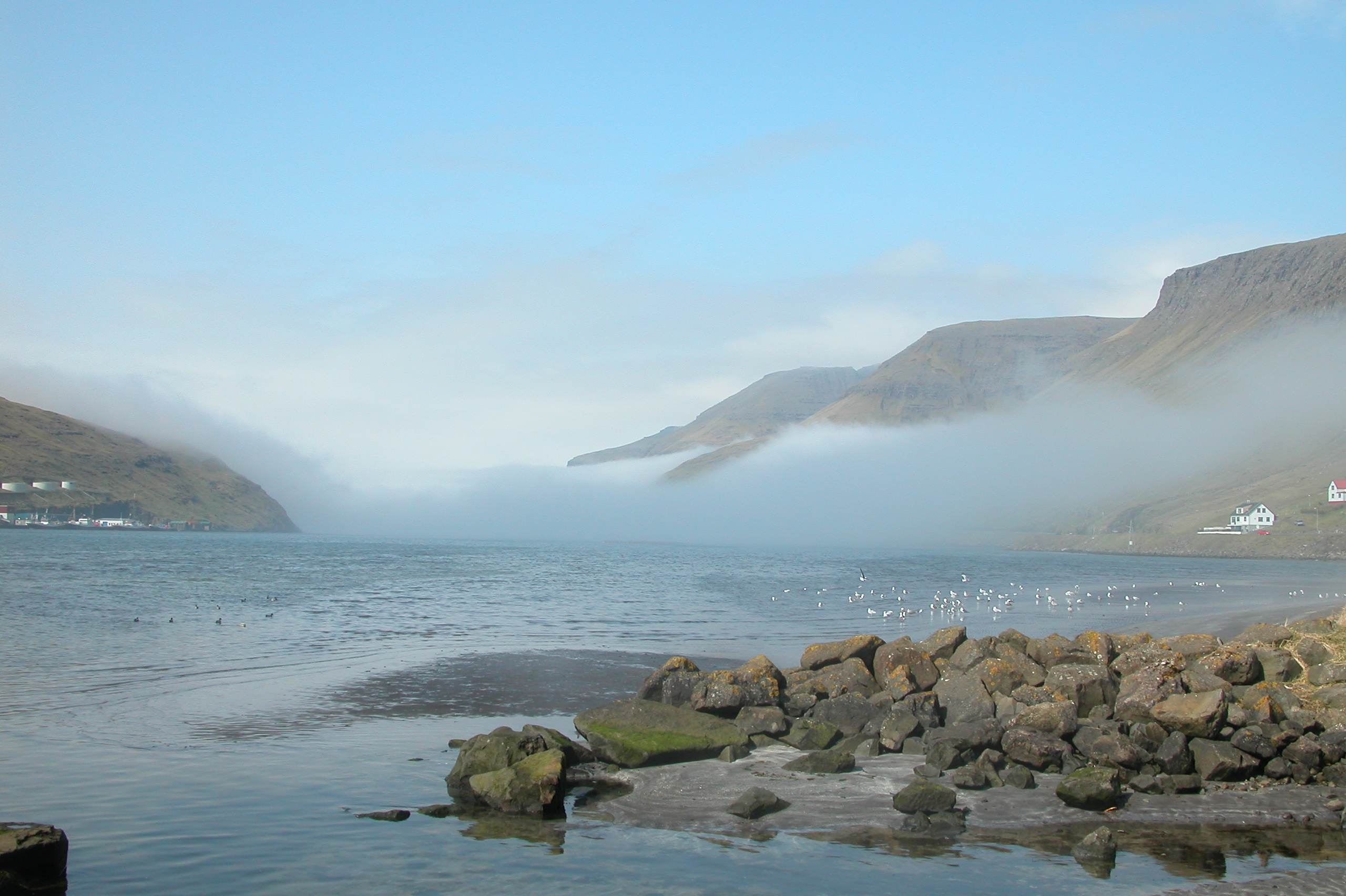
Sørvágsfjørður
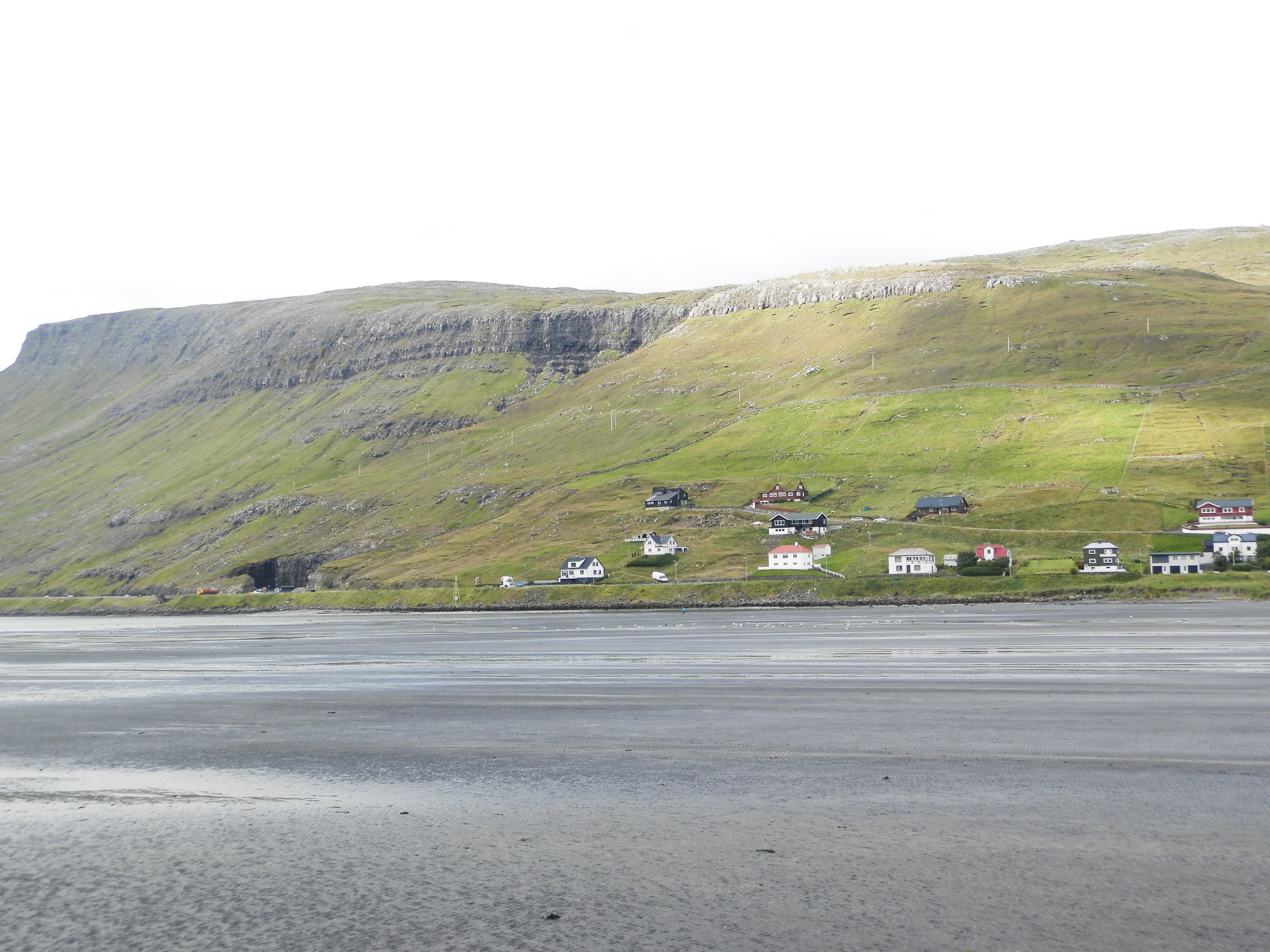
Der große Sandstrand bei Sørvagur am Ende des Fjordes